# 4518 Raikin
4518 Raikin è un asteroide della fascia principale. Scoperto nel 1976, presenta un'orbita caratterizzata da un semiasse maggiore pari a 2,3168392 UA e da un'eccentricità di 0,0992002, inclinata di 6,99803° rispetto all'eclittica.